# Mike Kruel

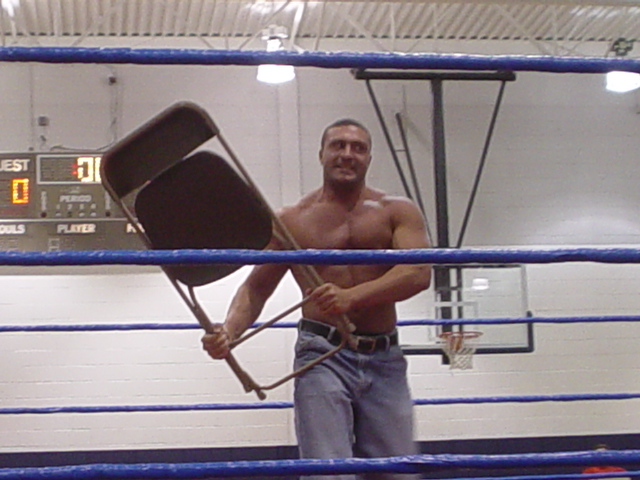
Mike Kruel.

Michael "Mike" Mayo, Jr. (22 de octubre de 1982) es un luchador profesional estadounidense, más conocido bajo su nombre en el ring de Mike Kruel. Comenzó su carrera en el circuito independiente, en Pro-Pain Pro Wrestling, Ring of Honor, East Coast Wrestling Association y USA Pro Wrestling, mientras que de vez en cuando hacía apariciones para la World Wrestling Entertainment (WWE). En julio de 2006, se incorporó el territorio de desarrollo de la WWE, la Ohio Valley Wrestling, donde obtuvo el Campeonato Peso Pesado de la OVW y el Campeonato de la Televisión OVW. También trabajó en otro territorio de desarrollo de la WWE, como Florida Championship Wrestling, antes de ser liberado por la promoción en enero de 2009.

## En lucha
- Movimientos finales
  - Kruel Bomb (Running crucifix powerbomb)
  - Kruel Escape (Cross armbar)
  - Kruel Intentions (Inverted facelock neckbreaker slam)[1]
  - Liberty Lock (Neck crank)

- Movimientos de firma
  - Overhead belly to belly suplex
  - Scoop brainbuster
  - Slingshot suplex

- Managers
  - Roucka
  - JC Hernández
  - E.S. Easton
  - Prince Nana
  - Wesley Holiday

- Apodos
  - "The Real American Hero"

## Campeonatos y logros
- Chaotic Wrestling
  - Chaotic Wrestling Heavyweight Championship (1 vez)[2]

- East Coast Wrestling Association
  - ECWA Heavyweight Championship (1 vez)[3]

- National Wrestling Superstars
  - NWS Light Heavyweight Championship (2 veces)[4]
  - Chris Candido Memorial J-Cup Tournament (2005, first)

- Ohio Valley Wrestling
  - OVW Heavyweight Championship (1 vez)
  - OVW Television Championship (2 times)

- Prime Time Wrestling
  - PTW Cruiserweight Championship (1 vez)

- Pro-Pain Pro Wrestling
  - 3PW Tag Team Championship (2 veces) – con Gary Wolfe and Simon Diamond[5]

- United States Xtreme Wrestling
  - UXW Heavyweight Championship (1 vez)[6]
  - UXW United States Heavyweight Championship (4 veces)[6]
  - UXW Tag Team Championship (1 vez)